# جان فورسایث
جان فورسایث (انگلیسی: John Forsythe; ۲۹ ژانویهٔ ۱۹۱۸ – ۱ آوریل ۲۰۱۰) یک هنرپیشه تئاتر، تلویزیون و سینما اهل ایالات متحده آمریکا بود.
او ۶ مرتبه نامزد دریافت جایزه گلدن گلوب بود که ۲ مرتبه در سال‌های ۱۹۸۲ و ۱۹۸۳ میلادی، موفق به دریافت آن گردید. وی همچنین ۳ مرتبه هم نامزد دریافت جایزه امی بود.

## گزیدهٔ آثار

### سینما
- فرشتگان چارلی ۲ (۲۰۰۳)
- فرشتگان چارلی (۲۰۰۰)
- و عدالت برای همه … (۱۹۷۹)
- برج مرگبار (۱۹۷۵)
- پایان خوش (۱۹۶۹)
- توپاز (۱۹۶۹)
- در کمال خونسردی (۱۹۶۷)
- دردسر هری (۱۹۵۵)
- فرار از فورت براوو (۱۹۵۳)
- شهر در اسارت (۱۹۵۲)

### تلویزیون
- آلفرد هیچکاک تقدیم می‌کند (۱۹۵۵ و ۱۹۶۲)
- دودمان